# 安藤常次郎
安藤 常次郎（あんどう つねじろう、1900年（明治33年）11月11日 - 1994年（平成6年）9月28日）は、日本の国文学者。
福岡県生まれ。俳号・安藤のりを。福岡県立中学修猷館を経て、1926年早稲田大学文学部国文科卒業。
早稲田大学教育学部教授、71年定年退職、名誉教授。武蔵野女子大学教授。能狂言を専門とした。

## 著書

### 単著
- 『文学史のための日本古典抄』前野書店、1950年4月。
- 『謡曲・狂言集』小学館〈現代訳日本古典〉、1943年6月。
- 『川柳・狂歌』学燈社〈学燈文庫〉、1956年8月。
- 『季節感と日本の文芸』校倉書房、1981年9月。
- 安藤常次郎先生米寿記念刊行会編 編『謡曲狂言と近世の文芸』わんや書店、1986年7月。

### 共著
- 早稲田大学戯曲研究会編 編『原典による日本戯曲史』淡路書房、1956年5月。
- 河竹繁俊・下村正夫共編 編『日本の演劇』三笠書房〈現代演劇講座 6〉、1959年4月。
- 安藤常次郎、松尾靖秋、田中伸、清田正喜『原典による日本文学史』 上代―近世、東出版、1966年4月。
- 安藤常次郎、松尾靖秋、田中伸『原典にみる日本近世文学史』桜楓社〈現代の教養 35〉、1970年3月。
- 安藤常次郎、古川久、三宅藤九郎、小林責『狂言総覧 内容・構想・演出』能楽書林、1973年11月。

### 編集
- 『日本文学選』（昭和9年版）大観堂書店、1934年。
- 『日本文学新選』大観堂書店、1935年。
- 『謡曲・狂言集』小学館〈現代訳日本古典〉、1943年6月。

### 共編
- 野々村戒三・安藤常次郎共編 編『狂言集成』春陽堂、1931年7月。
  - 野々村戒三・安藤常次郎共編 編『狂言集成』能楽書林、1974年3月。

### 校註
- 『狂言三百番集』 上、野々村戒三・安藤常次郎校註、冨山房〈冨山房百科文庫 34〉、1938年10月。
- 『狂言三百番集』 下、野々村戒三・安藤常次郎校註、冨山房〈冨山房百科文庫 35〉、1942年7月。

## 論文
- 安藤常次郎